# Screencast
Screencast (ang. screen „ekran”, to cast „przedstawiać”, por. broadcast) – krótki film będący zapisem zdarzeń prezentowanych na ekranie komputera – obrazu widzianego przez użytkownika komputera. Film taki wraz z komentarzem osoby wykonującej czynności może pełnić funkcje instruktażowe lub prezentacyjne, np. demonstrować sposób zmiany kroju pisma w procesorze tekstu. Nagrywanie i publikowanie screencastów określane jest z angielska jako screencasting.

Screencast pokazujący wstawianie przypisu bibliograficznego do tego artykułu.

W swojej istocie screencast jest rozwinięciem idei zrzutów ekranowych, stanowiąc przejście od pojedynczego statycznego obrazu do ich strumienia w postaci filmu. Technologia informatyczna pozwala na filmowanie ekranu od dawna – wydany w 1993 pakiet biurowy Lotus SmartSuite zawierał m. in. program ScreenCam. Jednak dopiero niedawno ze względu na znaczny wzrost mocy obliczeniowej komputerów – co pozwala na płynne nagrywanie, a potem swobodną edycję nawet na domowym sprzęcie – a także ze względu na wzrost możliwości przesyłu danych w sieciach, które są dla takich filmów głównym kanałem dystrybucji, technika ta zyskuje na popularności i zastosowaniach.
Nagrane filmy udostępniane są potem w popularnych formatach SWF (Adobe Flash), AVI, QuickTime czy jako animowane obrazy GIF. Obecnie najpopularniejsze zastosowania screencastów to:
- demonstrowanie napotkanych problemów w systemie,
- przedstawianie rozwiązań tych problemów czy odpowiedzi na częste pytania,
- demonstracja bardziej złożonych funkcji (np. zakładanie konta pocztowego),
- nauka obsługi komputera,
- prezentacja pomysłów, które łatwiej pokazać niż opisać.

Twórcą nazwy screencast jest dziennikarz Jon Udell, który poszukiwał określenia dla techniki filmowej prezentacji opisywanych programów. Screencast wybrał w jednym ze swych artykułów w 2004. Od tego czasu nazwa zaczęła zyskiwać na popularności podobnie jak upowszechniona technika i jej zastosowania.
Obecnie oprogramowanie do tworzenia screencastów potrafi o wiele więcej np. BB FlashBack potrafi powiększać wybrane obszary ekranu, umożliwia dogrywanie ścieżek dźwiękowych, dodawanie tekstu z opisem.